# U-1059
U-1059 – niemiecki okręt podwodny (U-Boot) typu VII F z okresu II wojny światowej. Okręt wszedł do służby w 1943.

## Historia
Okręt odbywał szkolenie w 5. Flotylli (maj – grudzień 1943), 1 stycznia 1944 wcielony do 12. Flotylli jako okręt bojowy.
W marcu 1944 wyruszył z ładunkiem torped dla U-Bootów działających na Dalekim Wschodzie. Na Atlantyku miał uzupełnić paliwo z podwodnego zaopatrzeniowca U-488, jednak rozszyfrowanie przez aliantów wiadomości radiowej o spotkaniu spowodowało wysłanie przeciwko nim grupy okrętów do zwalczania okrętów podwodnych.
U-1059 został wykryty i zatopiony 19 marca 1944 na południowy zachód od Wysp Zielonego Przylądka bombami głębinowymi przez samoloty Grumman Avenger i Wildcat z lotniskowca eskortowego USS „Block Island”. Załoga okrętu, zaskoczona podczas kąpieli w morzu, zdołała jednak zestrzelić jednego z Avengerów. W wyniku bombardowania i spowodowanego nim wybuchu amunicji zginęło 47 członków załogi U-Boota, 8 (wśród nich ranny dowódca) zostało wyłowionych przez niszczyciel „USS Corry”.